# René Bezard
René Abel Bezard (né le 7 août 1920 au Mans et mort le 30 mars 2008 à Versailles) est un ingénieur des mines et producteur de cinéma français.

## Biographie
Fils d'Abel Bezard, fonctionnaire, et de Madeleine Bihoreau, il épouse en 1945 Madeleine Drouet.
Ancien élève de l’École des mines de Paris (promotion 1941), il fut ingénieur civil des mines.

## Carrière[3]
- 1943-1944 : ingénieur aux mines de Liévin
- 1944-1946 : ingénieur à la Société générale de Force et Lumière
- 1948-1950 : directeur général adjoint des sociétés Franstudio et de Pathé Consortium Cinéma
- 1950-1963 : directeur général du Consortium Pathé et administrateur délégué de la société belge Pathé-Consortium-Cinéma
- 1964- : délégué général du Syndicat des Constructeurs d'Appareils Radio récepteurs et Téléviseurs (SCART) et du SIERE
- 1976-1986 : secrétaire général du Groupement des industries électroniques (GIEL)
- 1986 : vice-président du Syndicat des industries de matériels audiovisuels électroniques (Simavelec)

## Distinctions
Chevalier de la Légion d'honneur, de l’ordre national du Mérite et de l’ordre du Mérite de la République italienne.

## Filmographie
René Bezard passe seize ans dans l'industrie cinématographique où, à des titres divers, il participe à près de 150 films et obtient deux fois la Palme d'or à Cannes, pour avoir produit La dolce vita et Le Guépard. Il fait tourner Jean Gabin, Louis de Funès, Bernard Blier, Fernandel, Michel Simon, Brigitte Bardot.
- 1954 : Cadet Rousselle d'André Hunebelle
- 1955 : Du rififi chez les hommes de Jules Dassin
- 1955 : L'Impossible Monsieur Pipelet d'André Hunebelle
- 1955 : Fortune carrée de Bernard Borderie
- 1956 : La Bande à papa de Guy Lefranc
- 1956 : Voici le temps des assassins de Julien Duvivier
- 1958 : Ces dames préfèrent le mambo de Bernard Borderie
- 1958 : Suivez-moi jeune homme de Guy Lefranc
- 1959 : La Valse du Gorille de Bernard Borderie
- 1960 : La Grande Vie de Julien Duvivier
- 1960 : Le Capitan d'André Hunebelle
- 1960 : La dolce vita de Federico Fellini, palme d'or au Festival de Cannes 1960
- 1961 : La Peau et les Os de Jean-Paul Sassy
- 1961 : Le Miracle des loups d'André Hunebelle
- 1963 : Le Guépard de Luchino Visconti, palme d'or au Festival de Cannes 1963